# 吉成鋼
吉成 鋼（よしなり こう、1969年1月20日 - ）は日本のアニメーター、イラストレーター。東京都出身。シルバー所属。アニメーターの吉成曜は実弟。

## 人物
画作りに尋常でないこだわりを持つアニメーターとして知られる。エフェクト作画は、トリガーに所属する実弟の吉成曜と同様に得意分野で、爆発などのエフェクトを描くことに長けている。
『鋼の錬金術師』ではテレビシリーズと劇場版の両方に参加。『劇場版 鋼の錬金術師 シャンバラを征く者』では、自身の担当パートにおいてシーンによっては原画・動画・仕上げ・撮影を全て一人でおこなったため、エンディングのスタッフロールで一番多く名前が登場する。
テレビアニメ『魔法少女リリカルなのは』では、第1話「それは不思議な出会いなの?」の作画を、ゲーム『サクラ大戦3 〜巴里は燃えているか〜』のOPではフレンチカンカンダンスシーンの作画をそれぞれ担当した。
『ヴァルキリープロファイル』では、吉成曜と共同でキャラクターデザインを務めた。
『メイドインアビス』のテレビシリーズと劇場版の両方に参加し、生物デザインと原画を手掛けた。モンスターが出てくるシーンは、全てではないがその多くを手掛け、担当したカットは動画まですべて本人がデジタルで描いている。
『ヤマノススメ Next Summit』ではED映像を1人（制作進行を含めても2人）で制作した上、内容が毎回異なるものになっている。

## 主な参加作品

### テレビアニメ
- 桃太郎伝説 PEACHBOY LEGEND（1989〜1990）動画（41話）
- PEACH COMMAND 新桃太郎伝説（1990〜1991）原画（21話）
- ピグマリオ（1990〜1991）原画
- ハイスクールミステリー学園七不思議 （1990〜1991）原画（21話）
- バトルファイターズ 餓狼伝説2（1993）原画
- 疾風!アイアンリーガー（1993〜1994）原画（19話、31話）
- 覇王大系リューナイト（1994〜1995）原画（19話、34話、42話、49話）
- NINKU -忍空-（1995〜1996）原画（14話、22話、30話、45話）
- 鬼神童子ZENKI（1995）原画（22話）
- みどりのマキバオー （1996〜1997） 原画（15話、32話）
- ネクスト戦記EHRGEIZ（1997）原画（12話）
- バトルアスリーテス大運動会（1997〜1998）原画（21話）
- AWOL -Absent Without Leave-（1998）OPメカニック作画監督
- 南海奇皇（1998〜1999）原画（7話）
- 星方天使エンジェルリンクス（1999）OP原画
- FF：U 〜ファイナルファンタジー:アンリミテッド〜（2001〜2002）原画（1話）
- アベノ橋魔法☆商店街（2002）原画（3話）
- 鋼の錬金術師（2003〜2004）4期OP原画
- 魔法少女リリカルなのは （2004） 原画（1話）
- 交響詩篇エウレカセブン（2005〜2006）原画（49話）
- 家庭教師ヒットマンREBORN!（2006～2010）OP原画
- デルトラクエスト（2007）OP原画
- REIDEEN（2007）原画（6話）
- WHITE ALBUM（2009）アニメーションデザイン・原画（1話〜26話）・絵コンテ（13話）・OP・EDアニメーション（一人原画）・次回予告（1話〜13話、14話〜24話の偶数話）
- 書家[注 1]（2010）原画
- セキレイ〜Pure Engagement〜（2010）作画監督・原画（0話[注 2]）
- DOG DAYS（2011）原画（1話）・コンサートシーンアニメーション（11話/該当シーンのコンテ、舞台設計、衣装デザイン、原画を担当）
- DOG DAYS´（2012）変身シーンアニメーション（2話）
- おしりかじり虫（2012）OPアニメーション
- ブラック・ブレット（2014）原画（1話）、撮影エフェクト協力（4話、12話、13話）
- 結城友奈は勇者である（2014）エフェクトデザイン協力（5話）
- 天体のメソッド（2014）原画（13話）
- 終わりのセラフ（2015）絵コンテ（5話）・原画（5話、14話）・エンドカード（5話）
- Re:ゼロから始める異世界生活（2016）原画（11話）
- ガーリッシュ ナンバー（2016）第二原画（2話クースレPV）
- リトルウィッチアカデミア（2017）原画（2話、12話）
- メイドインアビス（2017）モンスターデザイン・原画
- 牙狼-GARO- -VANISHING LINE-（2017）原画
- 走り続けてよかったって。（2018）第二原画
- ソードアート・オンライン アリシゼーション（2018〜2019）原画
- ぼくたちは勉強ができない（2019）演出（共同）、原画
- ドロヘドロ（2020）原画
- ソードアート・オンライン アリシゼーション War of Underworld（2019〜2020）原画
- カードファイト!! ヴァンガード overDress（2021）OP原画
- シャドーハウス（2021）原画
- メイドインアビス 烈日の黄金郷（2022年）モンスターデザイン・原画
- プリンセスコネクト!Re:Dive Season 2（2022）原画（4話）
- ヤマノススメ Next Summit（2022）EDアニメーション（一人原画）
- 天国大魔境（2023）原画（10話）
- 葬送のフリーレン（2023）EDアニメーション（4話）
- 上伊那ぼたん、酔へる姿は百合の花（時期未発表）キャラクターデザイン[6]

### 劇場映画
- 餓狼伝説 -THE MOTION PICTURE-（1994）原画
- ああっ女神さまっ（2000）レイアウト協力
- BLOOD THE LAST VAMPIRE（2000）原画
- スチームボーイ（2004）原画
- 熱風海陸ブシロード（2005）キャラクターデザイン ※企画凍結
- 劇場版 鋼の錬金術師 シャンバラを征く者（2005）原画・動画・仕上げ・撮影協力
- ヱヴァンゲリヲン新劇場版:序（2007）原画
- Genius Party Beyond「わんわ」（2008）原画
- 交響詩篇エウレカセブン ポケットが虹でいっぱい（2009）デザインワークス・メカニック原画
- 鋼の錬金術師 嘆きの丘の聖なる星（2011）原画・動画
- 傷物語〈I 鉄血篇〉（2016年）原画
- 傷物語〈III 冷血篇〉（2017年）原画
- デジモンアドベンチャー tri. 第4章「喪失」（2017年）原画
- バースデー・ワンダーランド（2019年）原画
- PSYCHO-PASS サイコパス 3 FIRST INSPECTOR（2020）原画
- 劇場版 Fate/Grand Order -神聖円卓領域キャメロット- 前編 Wandering; Agateram（2020年）原画
- メイドインアビス 深き魂の黎明（2020年）モンスターデザイン・原画
- ウマ娘 プリティーダービー 新時代の扉 (2024年)ナレーションパート

### OVA
- 暴走戦国史SPECTER誕生（1991）原画
- 天空戦記シュラト 創世への暗闘（1991〜1992）原画（3話）
- BASTARD!! -暗黒の破壊神-（1993〜1993）原画（2話）
- 女郎（1993）原画
- 新世紀GPXサイバーフォーミュラZERO（1994〜1995）原画（2話）
- THE八犬伝〜新章〜（1993〜1995）原画（6話、7話）
- アミテージ・ザ・サード（1995）原画（4話）
- 無責任艦長タイラー（1995〜1996）原画（2話、6話）
- サンクチュアリ（1996）原画
- 新海底軍艦（1995〜1996） 原画（2話）
- 3×3 EYES 〜聖魔伝説〜（1995〜1996）原画（3話）
- 超人学園ゴウカイザー（1996）原画（1話、3話）
- 夢で逢えたら（1998）原画（1話、2話）
- 超機動伝説ダイナギガ（1998）OP絵コンテ
- デジタルジュース「月夜の晩に」（2002）原画
- HALO LEGENDS Episode4【Prototype】（2010）原画
- 英雄伝説 空の軌跡 THE ANIMATION（2012）原画（2話）

### Webアニメ
- 地球外少年少女（2022）動画（1話）、背景（3話）、原画・背景（5話）、背景（6話）

### ゲーム
- 餓狼伝説2（1992）原画
- 攻殻機動隊 GHOST IN THE SHELL（1997）原画
- テイルズ オブ ファンタジア（1998）イベントムービー監督・作画監督・原画
- 魔法少女プリティサミー（1997）おまけミュージッククリップ・原画・作画監督・演出・絵コンテ
- 魔法少女プリティサミー ハートのきもち（1998）おまけミュージッククリップ絵コンテ・演出・作画監督・原画
- サンライズ英雄譚（1999）原画
- ヴァルキリープロファイル（1999）キャラクターデザイン（吉成曜と共同）
- サクラ大戦3 〜巴里は燃えているか〜（2001）OP原画
- 花譜 -この調べが君に届きますように-（2001）OPアニメーション
- "Hello, world."（2002）OP演出・原画・動画・特効・撮影
- サーヴィランス 監視者（2002）原画
- はっぴ〜ぶり〜でぃんぐ（2002）OPアニメーション動画・仕上・背景・撮影
- はぴぶりいまさらふぁんでぃすく（2003）スペシャルサンクス
- マブラヴ（2003）メカニックデザイン・イベントアニメーション演出・作画
- 秋色恋華（2005）アニメーションキャラクターデザイン・OP演出・原画
- マブラヴ オルタネイティヴ（2006）メカニックデザイン・イベントアニメーション演出・作画
- ヴァルキリープロファイル2 シルメリア（2006）キャラクターデザイン（吉成曜と共同）
- ヴァルキリープロファイル 咎を背負う者（2008）キャラクターデザイン（吉成曜と共同）
- テイルズ オブ ハーツ（2008）イベントシーン作画
- テイルズ オブ ザ ワールド レディアント マイソロジー2（2009）仕上げ
- デビルサバイバー2 ブレイクレコード（2014）アニメーション監督・ＯＰアニメーション制作
- ヴァルキリーアナトミア -ジ・オリジン-（2017）キャラクターデザイン（「創世の戦乙女」）
- CRYSTAR -クライスタ-（2018）OPアニメーション原画

### テレビ番組
- プリティガレッジ（2005）OPアニメーション

### CM
- マブラヴ オルタネイティヴ トータル・イクリプス（2006）CMアニメーション
- 日清カップヌードル「HUNGRY DAYS 最終回 篇」（2018）
- アークナイツ（2021）「画中人」CMアニメーション原画

### プロモーションビデオ
- ボクとセカイのユークリッド（2015）女性向けPCゲーム『ボクとセカイのユークリッド』PV
- アイドリッシュセブン『MEMORiES MELODiES』（2015）ミュージック・ビデオ
- スターオーシャン:アナムネシス（2017）キャラクター・トレーラー
- Eve『約束』（2020）ミュージック・ビデオ